# 白浩民
白浩民（韓語：백호민），韓國MBC旗下之電視劇導演與製作。

## 作品

### 導演
- 2002年：MBC《我的名字叫公主》
- 2003年：MBC《聖女與魔女》
- 2005年：MBC《金藥局的女兒們》
- 2006年：MBC《愛情現在結束了》
- 2006年：MBC《Best劇場－高湯的滋味》
- 2008年：MBC《不要動搖》
- 2009年：MBC《寶石拌飯》
- 2012年：MBC《慾望之火》
- 2012年；MBC《May Queen》
- 2014年：MBC《來了！張寶利》
- 2015年：MBC《我的女兒，琴四月》
- 2017年：MBC《你太過分了》
- 2018年：MBC《入贅丈夫吳作鬥》
- 2021年：MBC《成為飯吧》

### 製作作品
- 2012年：tvN《黃色福壽草》
- 2014年：MBC《暴風的女子》
- 2015年：OCN《失蹤的黑色M》
- 2015年：MBC《夏娃的愛情》
- 2019年：MBC《壞愛情》

## 外部連結
- NAVER搜索